# Heusden, Hà Lan
Heusden là một thị xã của tỉnh Noord-Brabant, Hà Lan. Heusden gồm có cũng thành phố Heusden và làng quê Drunen, Haarsteeg, Nieuwkuijk, Vlijmen và số lượng nơi trú ẩn.
Phương bắc là sông Maas, về phương nam là đụn cát vườn quốc gia Hà Lan Loonse en Drunense Duinen (Tiếng Việt:vườn quốc gia đụn cát Loon và Drunen).